# Фелис ди Соза, Франсиску
Франси́ску Фе́лис ди Со́за (порт. Francisco Félix de Sousa, 4 октября 1754 (?), Салвадор, вице-королевство Бразилия — 8 мая 1849, Уида, королевство Дагомея) — бразильский работорговец в португальском подданстве, действовавший в широком масштабе в африканском королевстве Дагомея. Крайне противоречивая личность: ди Соза нажил огромное состояние на торговле африканскими рабами, сам будучи, по-видимому, мулатом. Несмотря на то, что был набожным католиком, практиковал африканские культы вуду и даже основал свой собственный, поддерживаемый его потомками. По мнению ряда современных исследователей, сыграл выдающуюся роль в налаживании связей культур Запада и коренных народов Африки.

## Биография

### Ранний период
Судя по церковным записям, Франсиску ди Соза родился 4 октября 1754 года в Баие, однако существует версия, что он появился на свет значительно позднее — в 1771 году в Рио-де-Жанейро. Только дата кончины является бесспорной. Путаница могла возникнуть из-за того, что в то время в работорговом бизнесе было несколько ди Соза (это распространённая португальская фамилия), в том числе и его полный тёзка родом с Кубы. Франсиску был сыном португальского работорговца и рабыни, но в 17-летнем возрасте получил вольную и продолжил дело отца. Систематического образования не получил, по более поздним сведениям до конца жизни оставался неграмотным или малограмотным. Вероятно, он имел смешанное происхождение — был мулатом или квартероном, однако современники и потомки описывали его как белокожего блондина. Достоверных сведений о его жизни в Бразилии не сохранилось, хотя и ходили легенды, что он якобы участвовал в освободительном восстании 1798 года и потому был вынужден бежать в Африку. По другой версии, он был замешан в некоем преступлении.

### Дагомея
По версии его африканских потомков, в Дагомею он впервые попал в 1788 году, но более вероятно, что ди Соза совершал путешествия в 1792 и 1795 годах и окончательно переселился туда в 1800 году — более он до конца жизни Африки не покидал. Побережье Западной Африки тогда носило красноречивое название «Невольничий берег». Этот густонаселённый регион был главным источником рабочей силы для американских государств и колоний, а сильнейшим государством на этой территории была Дагомея. На побережье располагалась старая португальская крепость Ажуда (Fortaleza de São João Baptista de Ajudá — св. Иоанна Крестителя Помощника), на месте которой ныне располагается город Уида.
Страна являлась абсолютной монархией, король был собственником всей земли и производившихся на ней продуктов, которые сбывались европейским торговцам в обмен на оружие, спиртные напитки и предметы роскоши. Главным предметом экспорта были рабы, как правило — военнопленные, захваченные в войнах с соседними царствами. Ди Соза на первых порах занимался работорговлей в кооперации с тестем — отцом его первой африканской жены, одним из вождей дагомейского побережья. По-видимому, сначала он не добился больших успехов, поскольку в 1803 году упоминается как клерк и бухгалтер в крепости Ажуда. Он в совершенстве овладел местным языком фон и в дальнейшем служил переводчиком у европейских купцов и дипломатов, изредка прибывавших в Дагомею. В 1804 году комендантом крепости стал его брат — Жасинту Жозе ди Соза (Jacinto José de Souza), после смерти которого в 1806 году Франсиску занял должность коменданта.
Став комендантом, Соза заключил договор непосредственно с королём Адандозаном (1797—1818), получив разрешение на экспортно-импортные операции. Рабы покупались на жемчуг или раковины — местную валюту, однако через некоторое время Франсиску стал оплачивать партии рабов европейскими тканями (камкой, бархатом и шёлком), огнестрельным оружием, порохом, ножами и мачете, а также бразильским ромом и табаком. После провозглашения независимости Бразилии европейские товары ввозились контрабандой, поскольку их экспорт на бразильских судах был запрещён португальским правительством.

### Расцвет карьеры
Существует легенда, что около 1818 года во время посещения Абомея, куда ди Соза прибыл расследовать прекращение поставок рабов в обмен на уже ввезённые товары, он был арестован королём. Поскольку местные обычаи запрещали убивать белых, работорговца выкрасили индиго, чтобы скрыть цвет его кожи. Соза был освобождён своим союзником — сводным братом короля по имени Гуапо (Guapo). Они стали кровными братьями, ди Соза снабдил его огнестрельным оружием, после чего Адандозан был свергнут и убит, а новый король взял себе тронное имя Гезо (Guezô). Положение ди Соза в Дагомее после переворота было, очевидно, шатким: есть сведения, что в 1821 году он получил бразильский паспорт и собирался вернуться в Бразилию.
В 1821 году король Гезо пожаловал Франсиску Фелису ди Созе новое имя — Шаша́ и назначил первым советником. Этот титул не предполагал его участия в политической деятельности, зато предоставлял монопольные права на внешнюю торговлю. Он был также обязан содержать королевские войска на побережье — примерно 5 000 человек. Сохранил он и должность коменданта крепости Ажуда (оставшейся под португальским флагом), вокруг которой вырос порт Уида, ставший главным перевалочным пунктом по доставке чёрных рабов в Бразилию и на Кубу. Из-за бурного роста рабовладения в Бразилии, Франсиску ди Соза нажил огромное состояние (оценивавшееся в те времена в 120 миллионов долларов) — граф де Жуэнвиль считал его одним из трёх богатейших людей в мире. Интересно, что ди Соза считал свою деятельность благодеянием для дагомейцев: продавая рабов, он сохранял им жизни, поскольку военнопленных обычно приносили в жертву. Масштабы его деятельности оценить достаточно сложно: считается, что в начале XIX века с Невольничьего берега в Бразилию доставлялось от 30 до 40 тысяч африканцев в год, при этом следует учитывать, что от 20 % до ⅔ живого «груза» погибала в пути. Помимо монополии на работорговлю, ди Соза контролировал поставки пальмового масла и орехов кола. Главным партнёром ди Соза был бразильский банкир Перейра Маринью (Pereira Marinho), с дочерью которого у авантюриста был роман.
После провозглашения независимости Бразилии ди Соза предложил императору Педру I взять под свой суверенитет крепость Ажуда и объявить протекторат над Дагомеей, но соглашение не состоялось. В результате Соза остался в португальском подданстве, что, вероятно, давало некоторые правовые преимущества, особенно после того, как его корабли стал перехватывать британский флот.

### Закат карьеры
К 1845 году Франсиску Фелис ди Соза обанкротился, причём задолжал и королю Дагомеи; причиной этого, вероятно, стал запрет на работорговлю, введённый Великобританией, и деятельность её Западноафриканской эскадры. Однако король Гезо сохранил его положение монополиста и даже одолжил средства, позволившие продолжить контрабанду рабов. Скончался ди Соза в возрасте 94 лет (предположительно), оставив 53 вдовы, более 80 сыновей и 2000 личных рабов. Некоторые из его дочерей вышли замуж за бразильских работорговцев. Король организовал похороны по ритуалу высшего вождя королевства Дагомея (они обошлись в 80 000 долларов), с человеческими жертвоприношениями, положенными только коронованным особам, несмотря на протесты сыновей покойного. Похоронен ди Соза в крепости Ажуда в покоях, где когда-то жил. Его могила является местом паломничества.

## Наследие
Король Гезо устроил выборы преемника ди Соза из числа трёх самых богатых его сыновей (своим детям Соза давал образование в Бразилии и Португалии). Преемник — Исидор ди Соза — получил титул своего отца и имя Chachá, ставшие наследственными. Клан Соза стал очень влиятельным в политической системе Дагомеи и современного Бенина. Потомки Соза проживают также в Того. В Бенине ныне здравствует Жулиан Оноре Франсиску ди Соза — Chachá VIII, его положение не даёт политической власти, но обеспечивает высокий социальный престиж. После отмены рабства в Бразилии некоторые рабы и их потомки вернулись в Дагомею, образовав близ резиденции клана Соза общность treble, которую в Бенине называют бразильцами (фр. Brésil, на языке фон Blezin).
Английский писатель Брюс Чатвин в 1980 году опубликовал роман The Viceroy of Ouidah, основанный на биографии ди Соза. Однако главный герой романа носит имя Франсиску Мануэл да Силва (Francisco Manuel da Silva) и в прошлом являлся разбойником с большой дороги. Роман вызвал резко критические отзывы. По мотивам романа Чатвина Вернер Херцог поставил в 1987 году фильм «Кобра Верде». Роль работорговца да Силва исполнил Клаус Кински. Основная сюжетная линия следует фактам и легендам из жизни ди Соза, но режиссёр дал им иное истолкование. Смещена и хронология — главный герой узнаёт о своём разорении одновременно с известиями об отмене в Бразилии рабства (1888).